# Choritiro
Choritiro är en ort i Mexiko.   Den ligger i kommunen Tancítaro och delstaten Michoacán de Ocampo, i den södra delen av landet, 300 km väster om huvudstaden Mexico City. Choritiro ligger 1 975 meter över havet och antalet invånare är 708.
Terrängen runt Choritiro är kuperad åt sydväst, men åt nordost är den bergig. Runt Choritiro är det ganska glesbefolkat, med 35 invånare per kvadratkilometer. Närmaste större samhälle är Tancítaro, 4,7 km sydost om Choritiro. I omgivningarna runt Choritiro växer i huvudsak blandskog.